# Mitromorpha carpenteri
Mitromorpha carpenteri är en snäckart som beskrevs av Gilbert 1954. Mitromorpha carpenteri ingår i släktet Mitromorpha och familjen kägelsnäckor. Inga underarter finns listade i Catalogue of Life.